# جائزة مؤسسة بانكو بيلباو فيزكايا أرجنتاريا لرواد المعرفة
جائزة مؤسسة بانكو بيلباو فيزكايا أرجنتاريا لرواد المعرفة هي برنامج جوائز دولي أنشأته مؤسسة بانكو بيلباو فيزكايا أرجنتاريا في عام 2008 بالتنسيق مع كلّ من المجلس الوطني الإسباني للبحوث، ومنظمة الأبحاث العامة الرائدة في البلاد تشجيعاً للمساهمات البارزة في مجالات البحث العلمي والإبداع الثقافي.
تُمنح جوائز مؤسسة بانكو بيلباو فيزكايا أرجنتاريا لرواد المعرفة في مجالات تقنيات المعلومات والاتصالات، والتفاعلات بين علم الأحياء والطب، وعلم البيئة، وبيولوجيا الحفظ، وتغير المناخ، والاقتصاد، والعلوم الإنسانية والاجتماعية، وأخيراً في الإبداع الموسيقي المعاصر والأداء. يتم تخصيص فئات محددة من جوائز مؤسسة بانكو بيلباو فيزكايا أرجنتاريا لرواد المعرفة لتطوير مجالات المعرفة ذات الأهمية الحاسمة لمواجهة التحديات المركزية في القرن الحادي والعشرين، كما هو الحال في جائزتي علم البيئة وتغير المناخ.
كانت أول مجموعة تفوز بجوائز مؤسسة بانكو بيلباو فيزكايا أرجنتاريا لرواد المعرفة في عام 2009، وكان من بين الفائزين بجوائز مؤسسة بانكو بيلباو فيزكايا أرجنتاريا لرواد المعرفة على مدار تاريخها منذ إطلاقها في عام 2008 أحد عشر فائزاً حصلوا أيضاً على جوائز نوبل، وهم:
- روبرت ج. ليفكويتز: الحائز على جائزة مؤسسة بانكو بيلباو فيزكايا أرجنتاريا لرواد المعرفة في الطب الحيوي عام 2008، والحائز على جائزة نوبل في الكيمياء عام 2012.
- شينيا ياماناكا: الحائزة على جائزة مؤسسة بانكو بيلباو فيزكايا أرجنتاريا لرواد المعرفة في الطب الحيوي عام 2010، والحائزة على جائزة نوبل في علم وظائف الأعضاء أو الطب في عام 2012.
- لارس بيتر هانسن: الحائز على جائزة مؤسسة بانكو بيلباو فيزكايا أرجنتاريا لرواد المعرفة في الاقتصاد والتمويل والإدارة عام 2010، والحائز على جائزة نوبل في الاقتصاد لعام 2013.
- جان تيرول: الحائز على جائزة مؤسسة بانكو بيلباو فيزكايا أرجنتاريا لرواد المعرفة في الاقتصاد والتمويل والإدارة عام 2008، والحائز على جائزة نوبل في الاقتصاد 2014.
- أنجوس ديتون: الحائز على جائزة مؤسسة بانكو بيلباو فيزكايا أرجنتاريا لرواد المعرفة الاقتصاد والتمويل والإدارة في عام 2011، والحائز على جائزة نوبل في الاقتصاد 2015.
- روبرت ويلسون: الحائز على جائزة مؤسسة بانكو بيلباو فيزكايا أرجنتاريا لرواد المعرفة في الاقتصاد والتمويل والإدارة في عام 2015، والحائز على جائزة نوبل في الاقتصاد 2020.
- جيمس ب. أليسون: الحائز على جائزة مؤسسة بانكو بيلباو فيزكايا أرجنتاريا لرواد المعرفة في الطب الحيوي في عام 2017، والحائز على جائزة نوبل في علم وظائف الأعضاء أو الطب في عام 2018.
- ويليام د. نوردهاوس: الحائز على جائزة مؤسسة بانكو بيلباو فيزكايا أرجنتاريا لرواد المعرفة في تغير المناخ في عام 2017، والحائز على جائزة نوبل في الاقتصاد عام 2018.
- بول ميلجروم: الحائز على جائزة مؤسسة بانكو بيلباو فيزكايا أرجنتاريا لرواد المعرفة في الاقتصاد والتمويل والإدارة في عام 2020، والحائز على جائزة نوبل في الاقتصاد 2020.
- ديفيد جوليوس وأردم باتابوتيان: الحائزان على جائزة مؤسسة بانكو بيلباو فيزكايا أرجنتاريا لرواد المعرفة في الطب الحيوي في عام 2020، والفائزان بجائزة نوبل في الطب في عام 2021.[1][2][3]

## الفئات
تتألف جائزة مؤسسة بانكو بيلباو فيزكايا أرجنتاريا لرواد المعرفة من ثماني فئات، وهي: جائزة العلوم الأساسية، وجائزة علم الأحياء والطب الحيوي، وجائزة تغير المناخ، وجائزة علم البيئة، وجائزة بيولوجيا الحفظ، وجائزة تقنيات المعلومات والاتصالات، وجائزة الاقتصاد والتمويل والإدارة، وجائزة الموسيقى والأوبرا، وجائزة العلوم الإنسانية والاجتماعية (وهي فئة أضيفت حديثاً في الإصدار الحادي عشر من الجائزة)، وفي السنوات العشر الأولى للجائزة كان هناك فئة من فئات الجائزة تُمنح في التعاون الإنمائي.

## اختيار الفائزين
يتم اختيار الفائزين بالجوائز الثمان من خلال ثمانية لجان تحكيميّة، واحدة لكل فئة، حيث تقوم اللجان الثمانية بتحليل الترشيحات التي قدمتها المؤسسات الأكاديمية والبحثية الدولية، ثم تجتمع اللجان التحكيميّة للتوصّل إلى القرارات خلال شهري يناير وفبراير من كل عام في قصر الماركيز دي سالامانكا، وهو مقر مؤسسة بانكو بيلباو فيزكايا أرجنتاريا في العاصمة الإسبانية مدريد، وفي اليوم التالي لصدور قرار لجنة التحكيم، يتم الإعلان عن اسم الفائز في كل فئة والإنجازات التي أهلتهم للفوز بالجائزة خلال احتفالية تُقام في نفس موقع المؤسسة.

## الجوائز
يحصل الفائز في كل فئة من فئات جائزة مؤسسة بانكو بيلباو فيزكايا أرجنتاريا لرواد المعرفة على درع تذكاري، وشهادة، وجائزة نقدية قدرها 400 ألف يورو. يُشترط أن تُمنح الجوائز لأشخاص على قيد الحياة، حيث لا يجوز منحها لشخص بعد وفاته، وعندما يتشارك أكثر من فائز في جائزة نفس الفئة الواحد، يتم تقسيم مبلغها النقدي بالتساوي بين الفائزين.

## تقديم الجوائز
تقدّم جوائز مؤسسة بانكو بيلباو فيزكايا أرجنتاريا لرواد المعرفة في شهر يونيو من كل عام في حفل يُقام في قصر أوسكالدونا في مدينة بلباو في إقليم الباسك.

## مؤسسة بانكو بيلباو فيزكايا أرجنتاريا
تشارك مؤسسة بانكو بيلباو فيزكايا أرجنتاريا في تعزيز وسائل البحث العلمي والتدريب المتقدم ونقل المعرفة إلى المجتمع، مع التركيز على القضايا الجديدة التي نشأت خلال القرن الحادي والعشرين في خمسة مجالات رئيسيّة هي: البيئة، والطب، الحيوي والصحة، والاقتصاد، والمجتمع والعلوم الأساسية، والتكنولوجيا، والفنون والعلوم الإنسانية. وتقوم مؤسسة بانكو بيلباو فيزكايا أرجنتاريا بتصميم وتطوير وتمويل المشاريع البحثية في هذه المجالات، وتعمل على تسهيل التدريب المتخصص المتقدم من خلال المنح والدورات والندوات وورش العمل، كما تنظم برامج الجوائز للباحثين والمهنيين الذين ساهم عملهم بشكل كبير في تقدم المعرفة الإنسانية، وتعمل على نقل ونشر هذه المعرفة الجديدة من خلال المطبوعات وقواعد البيانات وسلسلة المحاضرات والمناقشات والمعارض والوسائط السمعية البصرية والإلكترونية.
| السنة | الفائز بالجائزة                     | الجنسية                             | مجال التخصص                                    | الحصول على جائزة نوبل                     |
| ----- | ----------------------------------- | ----------------------------------- | ---------------------------------------------- | ----------------------------------------- |
| 2008  | اجناسيو سيراك، وبيتر زولير          | إسبانيا · النمسا                    | للعلوم الأساسية                                |                                           |
| 2008  | جوان ماساغي                         | إسبانيا                             | الطب الحيوي                                    |                                           |
| 2008  | توماس لوفجوي، ووليام لورانس         | الولايات المتحدة · الولايات المتحدة | علم البيئة في الولايات المتحدة وبيولوجيا الحفظ |                                           |
| 2008  | جاكوب زيف                           | إسرائيل                             | تكنولوجيا المعلومات والاتصالات                 |                                           |
| 2008  | جان تيرول                           | فرنسا                               | الاقتصاد والمالية وإدارة العلوم الاقتصادية     | جائزة نوبل للاقتصاد عام 2014              |
| 2008  | ستيفن هول                           | الولايات المتحدة                    | الفنون                                         |                                           |
| 2008  | والاس س.بروكر                       | الولايات المتحدة                    | علم تغير المناخ                                |                                           |
| 2008  | مختبر عبد اللطيف جميل لمكافحة الفقر | الولايات المتحدة                    | التعاون الإنمائي                               |                                           |
| 2009  | ريتشارد زاري، ومايكل فيشر           | الولايات المتحدة · المملكة المتحدة  | العلوم الأساسية                                |                                           |
| 2009  | روبرت ليفكويتز                      | الولايات المتحدة                    | الطب الحيوي                                    | جائزة نوبل في الكيمياء لعام 2012          |
| 2009  | بيتر ب. رايش                        | الولايات المتحدة                    | علم البيئة وبيولوجيا الحفظ                     |                                           |
| 2009  | توماس كيلاث                         | الولايات المتحدة                    | تقنيات المعلومات والاتصالات                    |                                           |
| 2009  | أندرو ماس كوليل، وهوغو ف. سوننشاين  | إسبانيا · الولايات المتحدة          | الاقتصاد والمالية والإدارة                     |                                           |
| 2009  | كريستوبال هالفتر                    | إسبانيا                             | الموسيقى المعاصرة                              |                                           |
| 2009  | كلاوس هاسلمان                       | ألمانيا                             | علم التغير المناخي                             | جائزة نوبل في الفيزياء لعام 2021          |
| 2009  | معهد أبحاث التنمية                  | الولايات المتحدة                    | التعاون الإنمائي                               |                                           |
| 2010  | غابور أ. سومورجاي                   | الولايات المتحدة                    | العلوم الأساسية                                |                                           |
| 2010  | شينيا ياماناكا                      | اليابان                             | الطب الحيوي                                    | جائزة نوبل في الطب والفسيولوجيا لعام 2012 |
| 2010  | إدوارد أوزبورن ويلسون               | الولايات المتحدة                    | علم البيئة وبيولوجيا الحفظ                     |                                           |
| 2010  | دونالد كنوث                         | الولايات المتحدة                    | تقنيات المعلومات والاتصالات                    |                                           |
| 2010  | لارس بيتر هانسن                     | الولايات المتحدة                    | الاقتصاد والمالية والإدارة                     | جائزة نوبل في العلوم الاقتصادية لعام 2013 |
| 2010  | هيلموت لاخنمان                      | ألمانيا                             | الموسيقى المعاصرة                              |                                           |
| 2010  | نيكولاس ستيرن                       | المملكة المتحدة                     | تغير المناخ                                    |                                           |
| 2010  | المعهد الدولي لبحوث الأرز           | فنلندا                              | التعاون الإنمائي                               |                                           |
| 2011  | ميشيل مايور                         | سويسرا                              | العلوم الأساسية                                | جائزة نوبل في الفيزياء لعام 2019          |
| 2011  | ديدييه كيلوز                        | سويسرا                              | العلوم الأساسية                                | جائزة نوبل في الفيزياء لعام 2019          |
| 2011  | لكسندر فارشافسكي                    | الولايات المتحدة                    | الطب الحيوي                                    |                                           |
| 2011  | دانييل هـ. غانزن                    | الولايات المتحدة                    | علم البيئة وبيولوجيا الحفظ                     |                                           |
| 2011  | كارفر ميد                           | الولايات المتحدة                    | تقنيات المعلومات والاتصالات                    |                                           |
| 2011  | أنغوس ديتون                         | المملكة المتحدة                     | الاقتصاد والمالية والإدارة                     | جائزة نوبل في العلوم الاقتصادية لعام 2015 |
| 2011  | سالفاتور سكارينو                    | إيطاليا                             | الموسيقى المعاصرة                              |                                           |
| 2011  | إيزاك هيلد                          | الولايات المتحدة                    | تغير المناخ                                    |                                           |
| 2011  | سيرو دي كوادروس                     | البرازيل                            | التعاون الإنمائي                               |                                           |
| 2012  | إنجريد دوبيشيز                      | بلجيكا                              | العلوم الأساسية                                |                                           |
| 2012  | ديفيد مومفورد                       | المملكة المتحدة                     | العلوم الأساسية                                |                                           |
| 2012  | دوغلاس كولمان                       | كندا                                | الطب الحيوي                                    |                                           |
| 2012  | جيفري فريدمان                       | الولايات المتحدة                    | الطب الحيوي                                    |                                           |
| 2012  | جين لوبشينكو                        | الولايات المتحدة                    | علم البيئة وبيولوجيا الحفظ                     |                                           |
| 2012  | لطفي أ. زادة                        | أذربيجان                            | تقنيات المعلومات والاتصالات                    |                                           |
| 2012  | بول ميلغروم                         | الولايات المتحدة                    | الاقتصاد والمالية والإدارة                     | جائزة نوبل في العلوم الاقتصادية لعام 2020 |
| 2012  | بيريه بوليز                         | فرنسا                               | الموسيقى المعاصرة                              |                                           |
| 2012  | سوزان سولومون                       | الولايات المتحدة                    | التغير المناخي                                 |                                           |
| 2012  | دندي                                | سويسرا                              | التعاون الإنمائي                               |                                           |
| 2013  | ماكسيميليان هايدر                   | النمسا                              | العلوم الأساسية                                |                                           |
| 2013  | هارالد روز                          | ألمانيا                             | العلوم الأساسية                                |                                           |
| 2013  | كنوت أوربان                         | ألمانيا                             | العلوم الأساسية                                |                                           |
| 2013  | أدريان بيرد                         | المملكة المتحدة                     | الطب الحيوي                                    |                                           |
| 2013  | بول ر. إيرلش                        | الولايات المتحدة                    | علم البيئة والحفظ البيولوجي                    |                                           |
| 2013  | مارفن مينسكي                        | الولايات المتحدة                    | تقنيات المعلومات والاتصالات                    |                                           |
| 2013  | الهانان هيبلمان                     | إسرائيل                             | الاقتصاد والمالية والإدارة                     |                                           |
| 2013  | ستيف رايش                           | الولايات المتحدة                    | الموسيقى المعاصرة                              |                                           |
| 2013  | كريستوفر فيلد                       | الولايات المتحدة                    | التغير المناخي                                 |                                           |
| 2013  | براتام                              | الهند                               | التعاون الإنمائي                               |                                           |
| 2014  | ستيفن بوشوالد                       | الولايات المتحدة                    | العلوم الأساسية                                |                                           |
| 2014  | جوزيف شليسنغر                       | الولايات المتحدة                    | الطب الحيوي                                    |                                           |
| 2014  | تشارلز سويرز                        | الولايات المتحدة                    | الطب الحيوي                                    |                                           |
| 2014  | توني هانتر                          | المملكة المتحدة                     | الطب الحيوي                                    |                                           |
| 2014  | ديفيد تيلمان                        | الولايات المتحدة                    | علم البيئة والحفظ البيولوجي                    |                                           |
| 2014  | ليونارد كلاينروك                    | الولايات المتحدة                    | تقنيات المعلومات والاتصالات                    |                                           |
| 2014  | ريتشارد بلونديل                     | المملكة المتحدة                     | الاقتصاد والمالية والإدارة                     |                                           |
| 2014  | ديفيد كارد                          | كندا                                | الاقتصاد والتمويل والإدارة                     |                                           |
| 2014  | جورجي كورتيج                        | المجر                               | الموسيقى المعاصرة                              |                                           |
| 2014  | ريتشارد ألاي                        | الولايات المتحدة                    | تغير المناخ                                    |                                           |
| 2014  | معهد هيلين كيلر الدولي              | الولايات المتحدة                    | التعاون الإنمائي                               |                                           |
| 2015  | ستيفن هوكينج                        | المملكة المتحدة                     | العلوم الأساسية                                |                                           |
| 2015  | فياتشيسلاف موخانوف                  | ألمانيا                             | العلوم الأساسية                                |                                           |
| 2015  | إدوارد بويدن                        | الولايات المتحدة                    | الطب الحيوي                                    |                                           |
| 2015  | كارل دايسنروث                       | الولايات المتحدة                    | الطب الحيوي                                    |                                           |
| 2015  | جيرو ميسينبوك                       | النمسا                              | الطب الحيوي                                    |                                           |
| 2015  | إلكا هانسكي                         | فنلندا                              | علم البيئة وبيولوجيا الحفظ                     |                                           |
| 2015  | ستيفن كوك                           | كندا                                | تقنيات المعلومات والاتصالات                    |                                           |
| 2015  | روبرت ويلسون                        | الولايات المتحدة                    | الاقتصاد والمالية والإدارة                     | جائزة نوبل في العلوم الاقتصادية لعام 2020 |
| 2015  | جورج أبيرغيس                        | اليونان                             | الموسيقى المعاصرة                              |                                           |
| 2015  | فيرابادران راماناثان                | الهند                               | التغير المناخي                                 |                                           |
| 2015  | مارتن رافاليون                      | أستراليا                            | التعاون الإنمائي                               |                                           |
| 2016  | ديفيد كوكس                          | المملكة المتحدة                     | العلوم الأساسية                                |                                           |
| 2016  | برادلي إيفرون                       | الولايات المتحدة                    | العلوم الأساسية                                |                                           |
| 2016  | إيمانويل شاربنتر                    | فرنسا                               | الطب الحيوي                                    | جائزة نوبل في الكيمياء لعام 2020          |
| 2016  | جينيفر دودنا                        | الولايات المتحدة                    | الطب الحيوي                                    | جائزة نوبل في الكيمياء لعام 2020          |
| 2016  | فرانسيسكو موجيكا                    | إسبانيا                             | الطب الحيوي                                    |                                           |
| 2016  | جينا إ. ليكنز                       | الولايات المتحدة                    | علم البيئة وبيولوجيا الحفظ                     |                                           |
| 2016  | مارتن شيفر                          | هولندا                              | علم البيئة وبيولوجيا الحفظ                     |                                           |
| 2016  | جيوفري هينتون                       | المملكة المتحدة                     | تقنيات المعلومات والاتصالات                    |                                           |
| 2016  | دارون أكيمولغو                      | تركيا / الولايات المتحدة            | الاقتصاد والمالية والإدارة                     |                                           |
| 2016  | صوفيا غوبيدولينا                    | روسيا                               | الموسيقى المعاصرة                              |                                           |
| 2016  | جيمس هانسن                          | الولايات المتحدة                    | تغير المناخ                                    |                                           |
| 2016  | سيوكورو مانابي                      | اليابان / الولايات المتحدة          | تغير المناخ                                    | جائزة نوبل في الفيزياء لعام 2021          |
| 2017  | عمر ياغي                            | الأردن / الولايات المتحدة           | العلوم الأساسية                                |                                           |
| 2017  | جيمس ب. أليسون                      | الولايات المتحدة                    | الطب الحيوي                                    | جائزة نوبل في الطب لعام 2018              |
| 2017  | روزماري غرانت                       | المملكة المتحدة                     | علم البيئة وبيولوجيا الحفظ                     |                                           |
| 2017  | بيتر غرانت                          | المملكة المتحدة                     | علم البيئة وبيولوجيا الحفظ                     |                                           |
| 2017  | شافي جولدواسر                       | الولايات المتحدة                    | تقنيات المعلومات والاتصالات                    |                                           |
| 2017  | سيلفيو ميكالي                       | إيطاليا                             | تقنيات المعلومات والاتصالات                    |                                           |
| 2017  | رونالد ريفست                        | الولايات المتحدة                    | تقنيات المعلومات والاتصالات                    |                                           |
| 2017  | أدي شامير                           | إسرائيل                             | تقنيات المعلومات والاتصالات                    |                                           |
| 2017  | روبرت بورتر                         | كندا                                | الاقتصاد والتمويل والإدارة                     |                                           |
| 2017  | أرييل بيكس                          | كندا / الولايات المتحدة             | الاقتصاد والتمويل والإدارة                     |                                           |
| 2017  | تيموثي بريسنام                      | الولايات المتحدة                    | الاقتصاد والتمويل والإدارة                     |                                           |
| 2017  | كايجا سارياهو                       | فنلندا                              | الموسيقى المعاصرة                              |                                           |
| 2017  | ويليام نوردهاوس                     | الولايات المتحدة                    | تغير المناخ                                    | جائزة نوبل في العلوم الاقتصادية لعام 2018 |
| 2017  | نوبيا مونيوز                        | كولومبيا                            | التعاون الإنمائي                               |                                           |
| 2018  | تشارلز ل. كين                       | الولايات المتحدة                    | العلوم الأساسية                                |                                           |
| 2018  | يوجين ج. ميلي                       | الولايات المتحدة                    | العلوم الأساسية                                |                                           |
| 2018  | جيفري إ. جوردون                     | الولايات المتحدة                    | علم الأحياء والطب الحيوي                       |                                           |
| 2018  | آني كازينافي                        | فرنسا                               | تغير المناخ                                    |                                           |
| 2018  | جون أ. شيرش                         | أستراليا                            | تغير المناخ                                    |                                           |
| 2018  | جوناثان م. غرغوري                   | المملكة المتحدة                     | تغير المناخ                                    |                                           |
| 2018  | عريتشن ديلي                         | الولايات المتحدة                    | علم البيئة وبيولوجيا الحفظ                     |                                           |
| 2018  | جورجينا ميس                         | المملكة المتحدة                     | علم البيئة وبي                                 |                                           |
| 2018  | إيفان سوثرلاند                      | الولايات المتحدة                    | تقنيات المعلومات والاتصالات                    |                                           |
| 2018  | كلاوديا غولدن                       | الولايات المتحدة                    | الاقتصاد والتمويل والإدارة                     |                                           |
| 2018  | نعوم تشامسكي                        | الولايات المتحدة                    | العلوم الإنسانية والاجتماعية                   |                                           |
| 2018  | جون آدامز                           | الولايات المتحدة                    | الموسيقى والأوبرا                              |                                           |
| 2019  | كاري أ. إيمانويل                    | الولايات المتحدة                    | تغير المناخ                                    |                                           |
| 2019  | دانييل باولي                        | كندا                                | علم البيئة وبيولوجيا الحفظ                     |                                           |
| 2019  | تيرنس هيوز                          | أيرلندا / أستراليا                  | علم البيئة وبيولوجيا الحفظ                     |                                           |
| 2019  | كارلوس م. دوارتي                    | إسبانيا                             | علم البيئة وبيولوجيا الحفظ                     |                                           |
| 2019  | مايكل ن. هول                        | الولايات المتحدة / سويسرا           | علم الأحياء والطب الحيوي                       |                                           |
| 2019  | ديفيد م. ساباتيني                   | الولايات المتحدة                    | علم الأحياء والطب الحيوي                       |                                           |
| 2019  | إيزابيل غويون                       | فرنسا                               | تقنيات المعلومات والاتصالات                    |                                           |
| 2019  | بيرنارد شولكوبف                     | ألمانيا                             | تقنيات المعلومات والاتصالات                    |                                           |
| 2019  | فلاديمير فابنيك                     | روسيا / الولايات المتحدة            | تقنيات المعلومات والاتصالات                    |                                           |
| 2019  | تشارلز هـ. بينيت                    | الولايات المتحدة                    | العلوم الأساسية                                |                                           |
| 2019  | جيليس براسارد                       | كندا                                | العلوم الأساسية                                |                                           |
| 2019  | بيتر شور                            | الولايات المتحدة                    | العلوم الأساسية                                |                                           |
| 2019  | فيليب أغيون                         | فرنسا                               | الاقتصاد والتمويل والإدارة                     |                                           |
| 2019  | بيتر و. هويت                        | كندا                                | الاقتصاد والتمويل والإدارة                     |                                           |
| 2019  | أرفو بيرت                           | إستونيا                             | الموسيقى والأوبرا                              |                                           |
| 2019  | سوزان فيسكي                         | الولايات المتحدة                    | العلوم الاجتماعية                              |                                           |
| 2019  | شيلي إ. تايلور                      | الولايات المتحدة                    | العلوم الاجتماعية                              |                                           |
| 2020  | نيل أدغر                            | المملكة المتحدة                     | تغير المناخ                                    |                                           |
| 2020  | يان بورتون                          | المملكة المتحدة                     | تغير المناخ                                    |                                           |
| 2020  | كارين أوبرين                        | الولايات المتحدة                    | تغير المناخ                                    |                                           |
| 2020  | ديفيد جوليوس                        | الولايات المتحدة                    | علم الأحياء والطب الحيوي                       | جائزة نوبل في الطب لعام 2021              |
| 2020  | أردم باتابوتيان                     | لبنان / الولايات المتحدة            | علم الأحياء والطب الحيوي                       | جائزة نوبل في الطب لعام 2021              |
| 2020  | ساندرا دياز                         | الأرجنتين                           | علم البيئة وبيولوجيا الحفظ                     |                                           |
| 2020  | ساندرا لافوريل                      | فرنسا                               | علم البيئة وبيولوجيا الحفظ                     |                                           |
| 2020  | مارك فيستوبي                        | أستراليا                            | علم البيئة وبيولوجيا الحفظ                     |                                           |
| 2020  | جون ل. هينيسي                       | الولايات المتحدة                    | تقنيات المعلومات والاتصالات                    |                                           |
| 2020  | ديفيد أ. باترسون                    | الولايات المتحدة                    | تقنيات المعلومات والاتصالات                    |                                           |
| 2020  | بول أليفيساتوس                      | الولايات المتحدة                    | العلوم الأساسية                                |                                           |
| 2020  | مايكل غريتسل                        | سويسرا                              | العلوم الأساسية                                |                                           |
| 2020  | بن بيرنانكي                         | الولايات المتحدة                    | الاقتصاد والتمويل والإدارة                     |                                           |
| 2020  | مارك غيرتلر                         | الولايات المتحدة                    | الاقتصاد والتمويل والإدارة                     |                                           |
| 2020  | نوبوهيرو كيوتاكي                    | اليابان                             | الاقتصاد والتمويل والإدارة                     |                                           |
| 2020  | جون موري                            | المملكة المتحدة                     | الاقتصاد والتمويل والإدارة                     |                                           |